# Олицетворение
Олицетворение (персонификация) е литературен похват, при който се приписват човешки черти на животни, предмети, природни явления и отвлечени понятия.
Например котаракът от приказката Котаракът в чизми е представен като човек: говори и разсъждава по човешки, носи чизми, ходи на два крака.
Олицетворението (персонификацията) се използва във всички жанрове на художествената литература, но най-често в приказките, басните и стихотворенията.
По-общо думата олицетворение може да означава въплъщаване на дадена идея в образа на живо същество.
Пример: Дяволът е олицетворение на злото.